# Iryna Liszczynśka
Iryna Liszczynśka (ukr. Ірина Ліщинська; poprz. Nedelenko, ur. 15 stycznia 1976 w Makiejewce) – ukraińska lekkoatletka, średniodystansowiec, wicemistrzyni olimpijska z Pekinu i srebrna medalistka mistrzostw świata z Osaki (2007) w biegu na 1500 m.

## Sukcesy
| Rok  | Rodzaj zawodów       | Miasto | Miejsce | Konkurencja | Czas    |
| ---- | -------------------- | ------ | ------- | ----------- | ------- |
| 2007 | Mistrzostwa świata   | Osaka  | 2.      | 1500 m      | 4:00,69 |
| 2008 | Igrzyska olimpijskie | Pekin  | 2.      | 1500 m      | 4:01,63 |

## Rekordy życiowe
- 800 m – 1:59,15 (1998)
- 1500 m – 4:00,04 (2006)